# Bulharsko na Eurovision Song Contest
Bulharsko se zúčastnilo 14 ročníků soutěže Eurovision Song Contest, poprvé v roce 2005. Jako první se v soutěži představila skupina Kaffe s písní „Lorraine“. Největším úspěchem bylo druhé místo, které získal zpěvák Kristian Kostov v roce 2017 s písní „Beautiful Mess“.
Bulharsko pouze 5× dokázalo postoupit do finále, ve třech případech se ale bulharský interpret probojoval mezi 5 nejlepších – Elica a Stojan skončili v roce 2007 pátí, Poli Genova v roce 2016 čtvrtá a Kristian Kostov v roce 2017 druhý.

## Výsledky
| Rok                           | Interpret                 | Píseň                            | Jazyk                   | Finále        | Finále        | Semifinále    | Semifinále    |
| Rok                           | Interpret                 | Píseň                            | Jazyk                   | Pořadí        | Body          | Pořadí        | Body          |
| ----------------------------- | ------------------------- | -------------------------------- | ----------------------- | ------------- | ------------- | ------------- | ------------- |
| 2005                          | Kaffe                     | „Lorraine“                       | angličtina              | nepostup      | nepostup      | 19.           | 49            |
| 2006                          | Mariana Popova            | „Let Me Cry“                     | angličtina              | nepostup      | nepostup      | 17.           | 36            |
| 2007                          | Elica a Stojan            | „Water“                          | bulharština             | 5.            | 157           | 6.            | 146           |
| 2008                          | Deep Zone a Balthazar     | „DJ, Take Me Away“               | angličtina              | nepostup      | nepostup      | 11.           | 56            |
| 2009                          | Krassimir Avramov         | „Illusion“                       | angličtina              | nepostup      | nepostup      | 16.           | 7             |
| 2010                          | Miro                      | „Angel si ti“ (Ангел си ти)      | bulharština, angličtina | nepostup      | nepostup      | 15.           | 19            |
| 2011                          | Poli Genova               | „Na inat (На инат)               | bulharština             | nepostup      | nepostup      | 12.           | 48            |
| 2012                          | Sofi Marinova             | „Love Unlimited“                 | bulharština             | nepostup      | nepostup      | 11.           | 45            |
| 2013                          | Elica a Stojan            | „Samo shampioni“ (Само шампиони) | bulharština             | nepostup      | nepostup      | 12.           | 45            |
| bez účasti v letech 2014–2015 |                           |                                  |                         |               |               |               |               |
| 2016                          | Poli Genova               | „If Love Was a Crime“            | angličtina, bulharština | 4.            | 307           | 5.            | 220           |
| 2017                          | Kristian Kostov           | „Beautiful Mess“                 | angličtina              | 2.            | 615           | 1.            | 403           |
| 2018                          | Equinox                   | „Bones“                          | angličtina              | 14.           | 166           | 7.            | 177           |
| bez účasti v roce 2019        |                           |                                  |                         |               |               |               |               |
| 2020                          | Victoria                  | „Tears Getting Sober“            | angličtina              | ročník zrušen | ročník zrušen | ročník zrušen | ročník zrušen |
| 2021                          | Victoria                  | „Growing Up Is Getting Old“      | angličtina              | 11.           | 170           | 3.            | 250           |
| 2022                          | Intelligent Music Project | „Intention“                      | angličtina              | nepostup      | nepostup      | 16.           | 29            |
| bez účasti od roku 2023       |                           |                                  |                         |               |               |               |               |

| Legenda | Legenda                              |
| ------- | ------------------------------------ |
| 1       | 1. místo                             |
| 2       | 2. místo                             |
| 3       | 3. místo                             |
| ◁       | poslední místo                       |
| X       | interpret vybrán, ale nezúčastnil se |

## Ocenění

### Cena Marcela Bezençona
| Rok  | Pořadatel | Kategorie    | Píseň   | Interpret | Skladatel(é)                                                  | Umístění ve finále | Body ve finále |
| ---- | --------- | ------------ | ------- | --------- | ------------------------------------------------------------- | ------------------ | -------------- |
| 2018 | Lisabon   | Skladatelská | „Bones“ | Equinox   | Borislav Milanov, Trey Campbell, Joacim Persson, Dag Lundberg | 14.                | 166            |

## Galerie

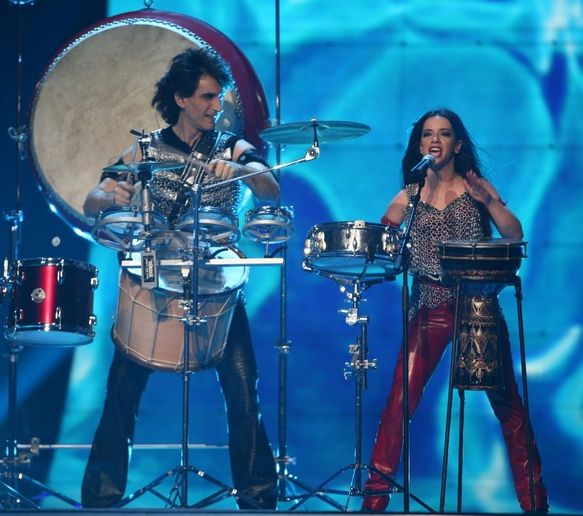
Elica a Stojan v Helsinkách (2007)
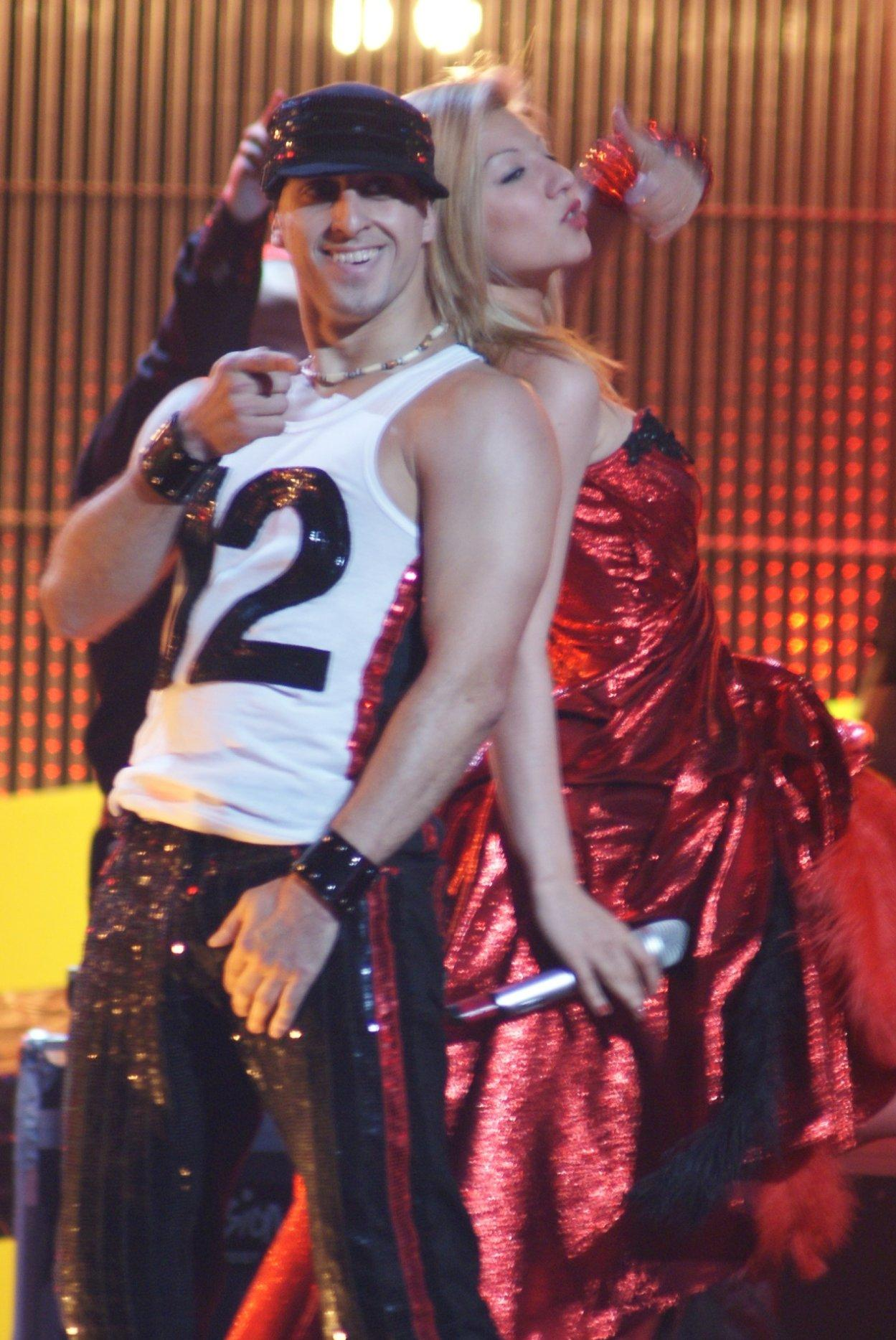
Deep Zone a Balthazar v Bělehradu (2008)
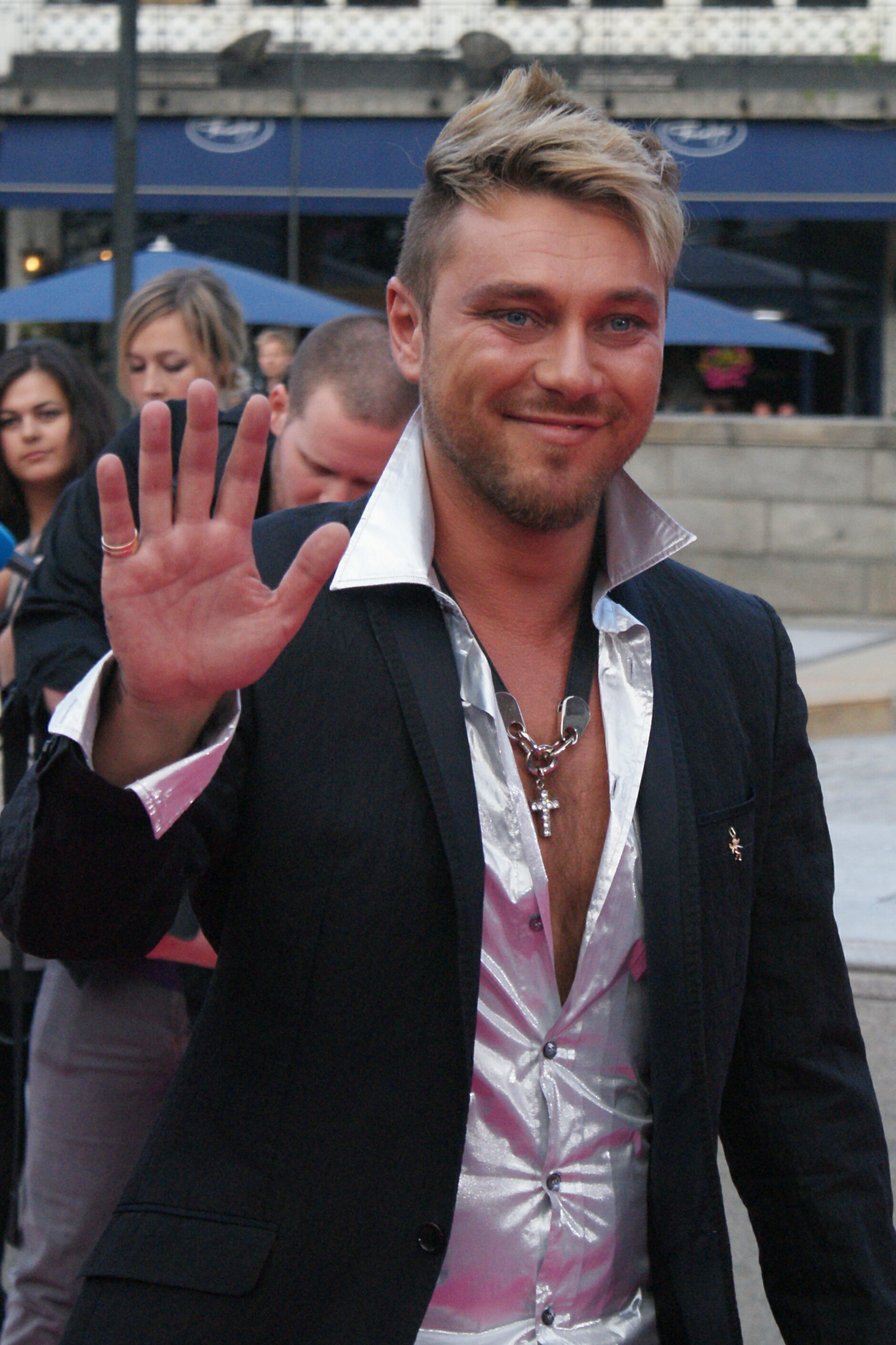
Miro v Oslu (2010)
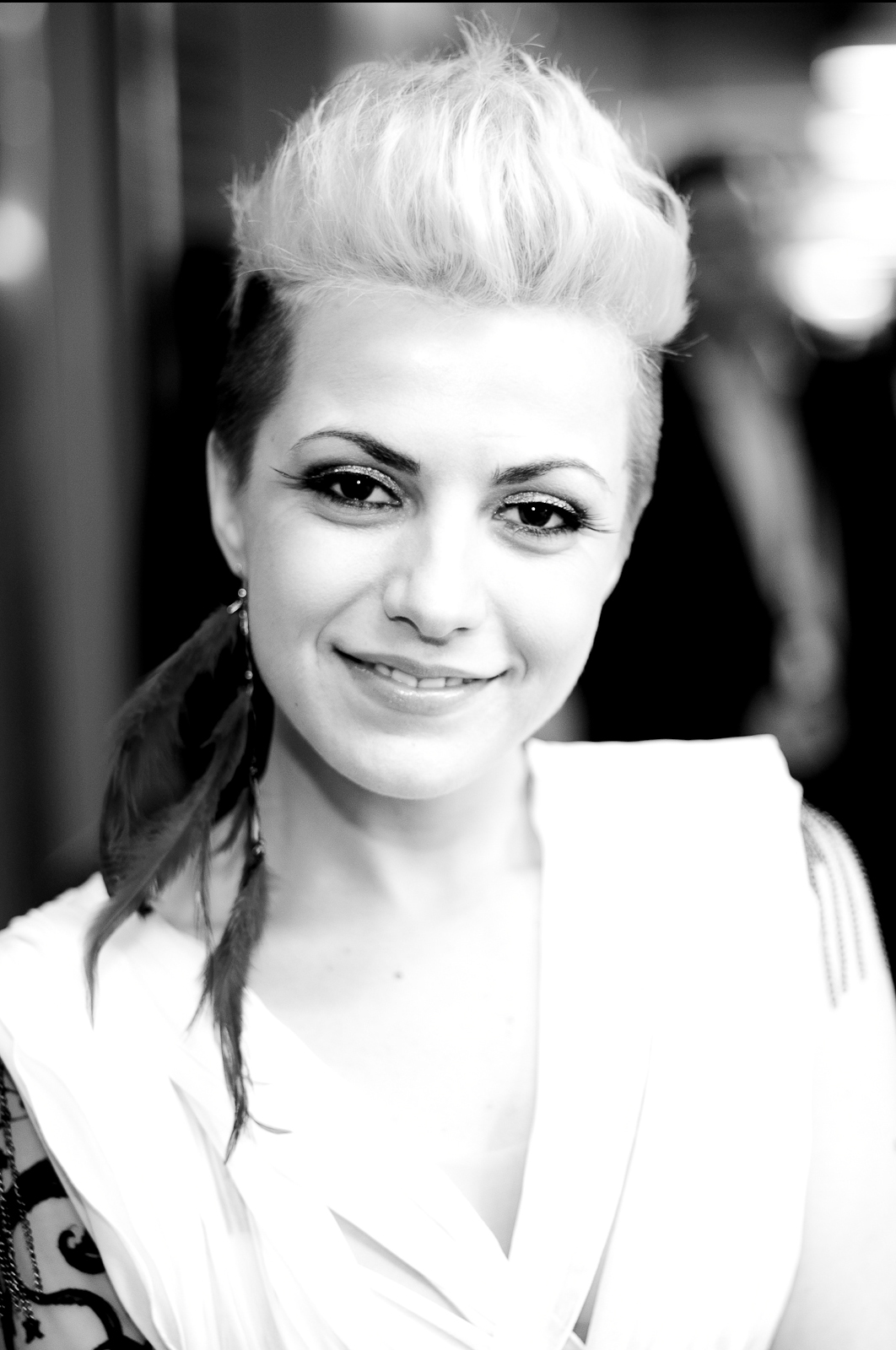
Poli Genova v Düsseldorfu (2011)
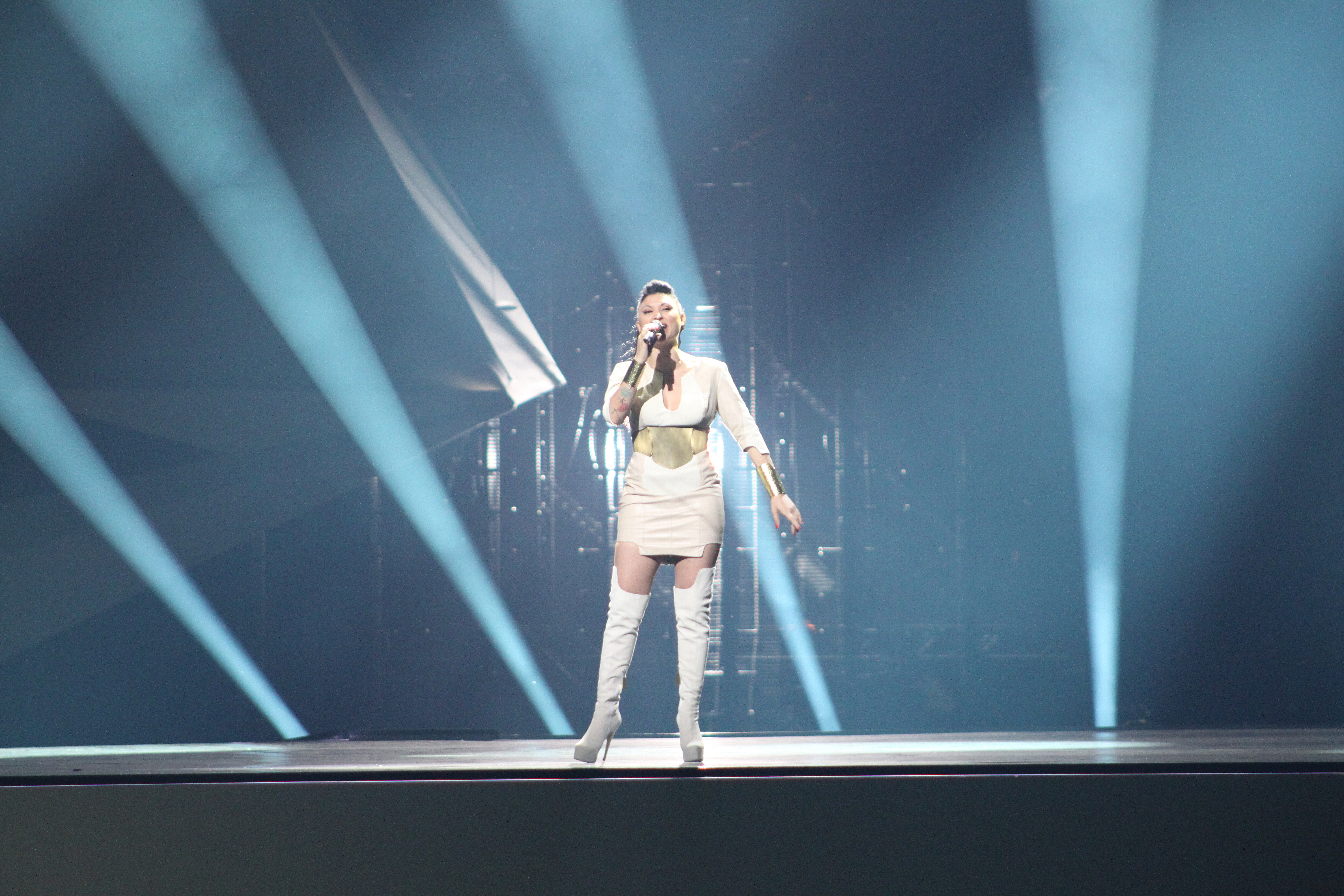
Sofi Marinova v Baku (2012)
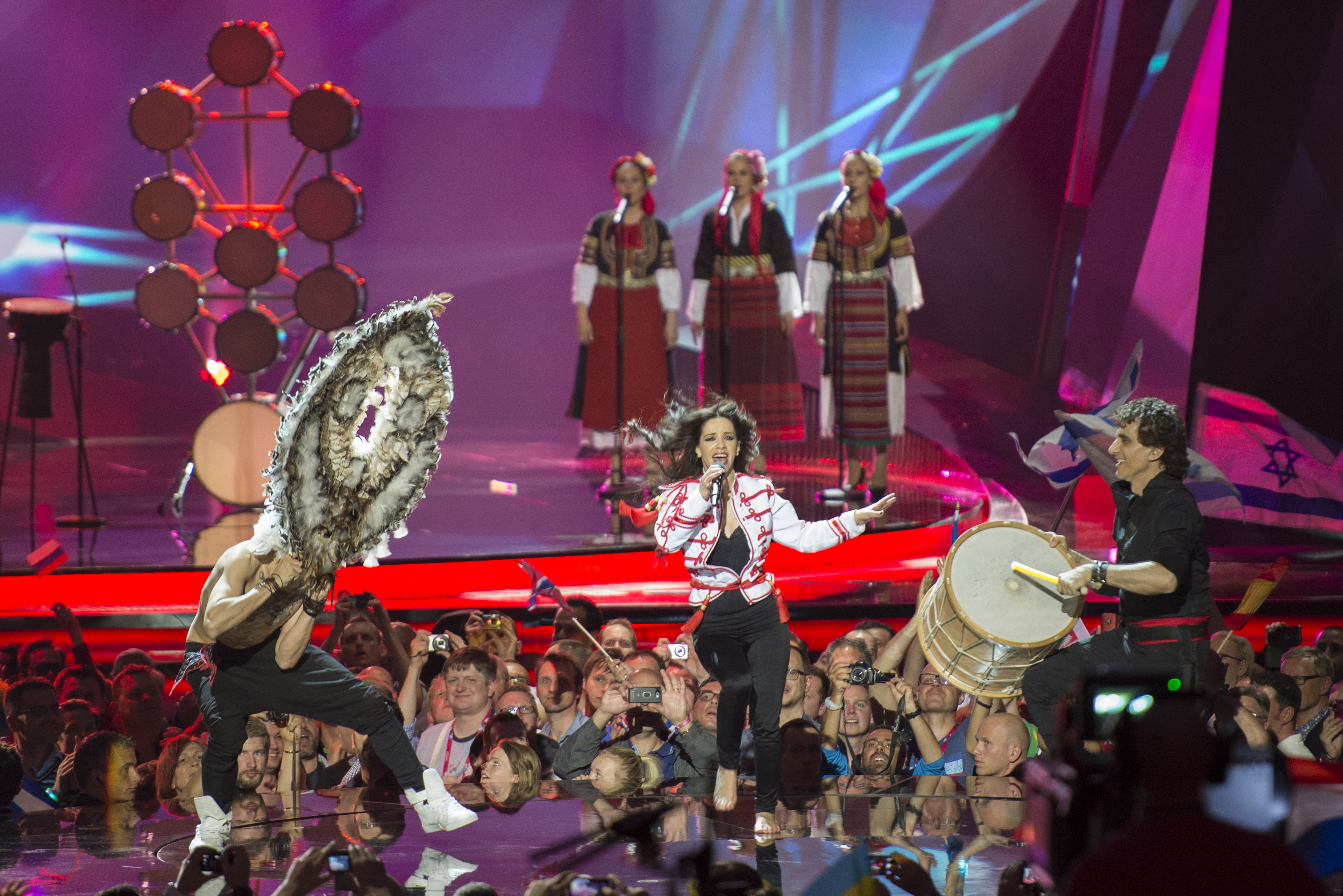
Elica a Stojan v Malmö (2013)
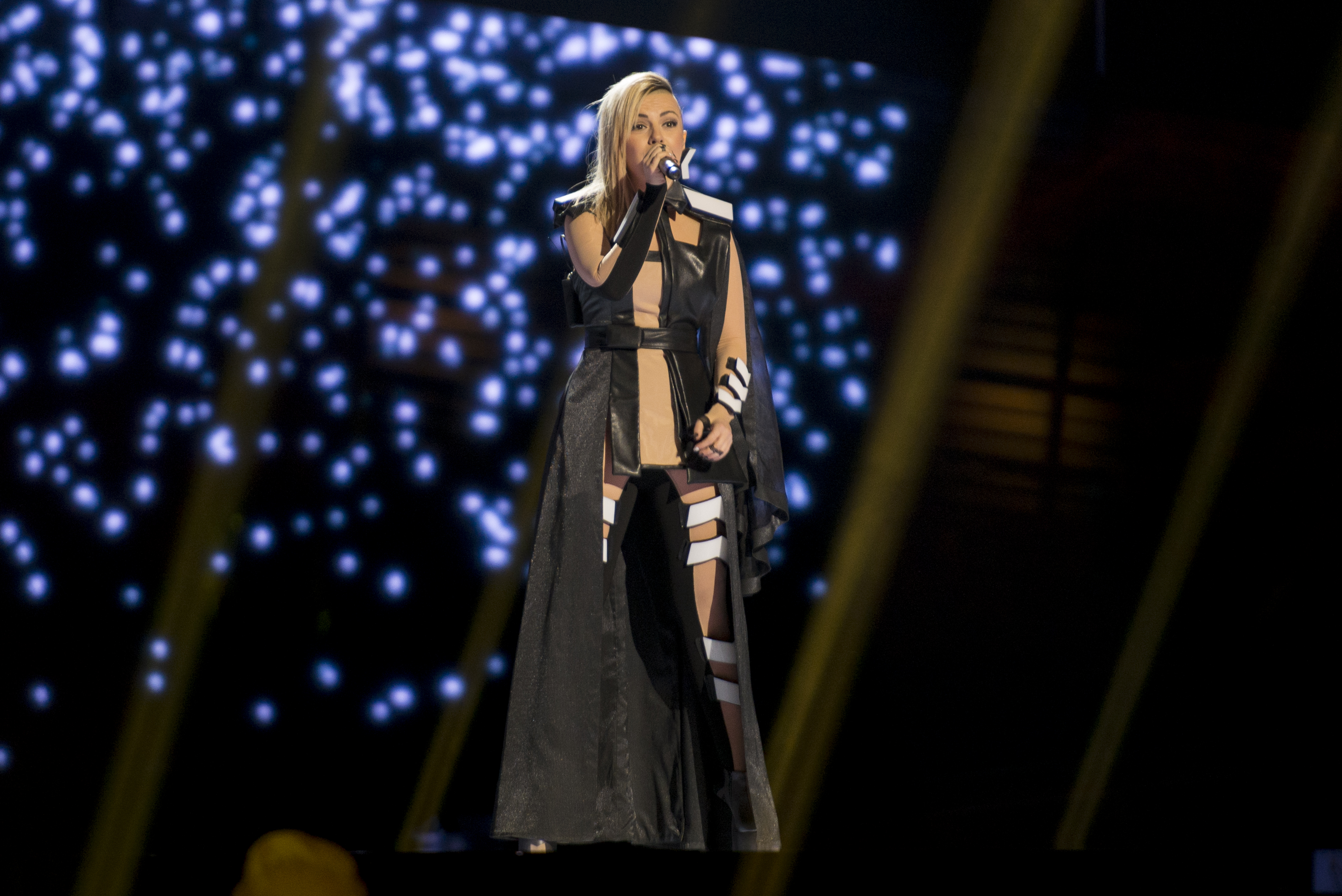
Poli Genova ve Stockholmu (2016)
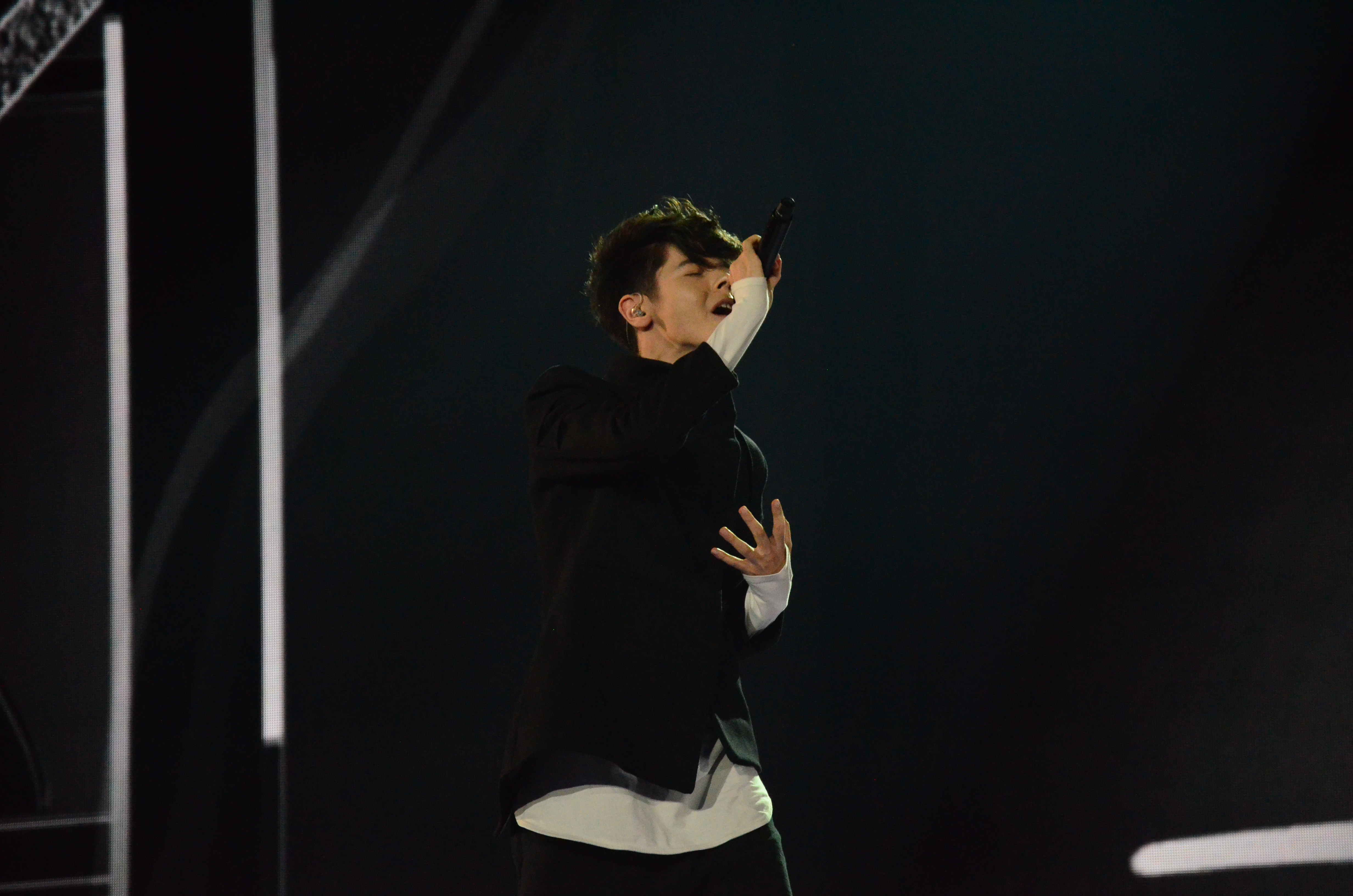
Kristian Kostov v Kyjevě (2017)
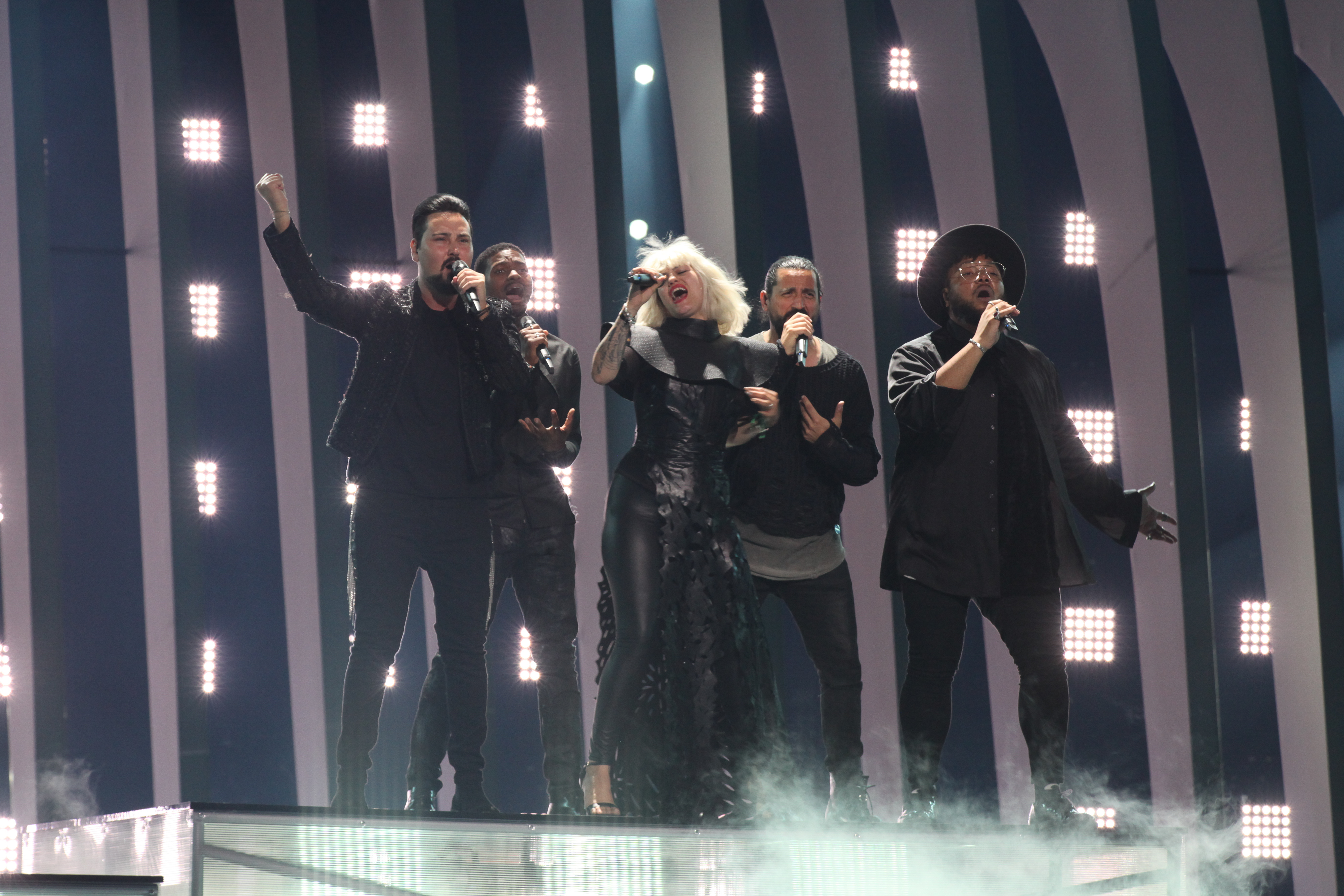
Equinox v Lisabonu (2018)
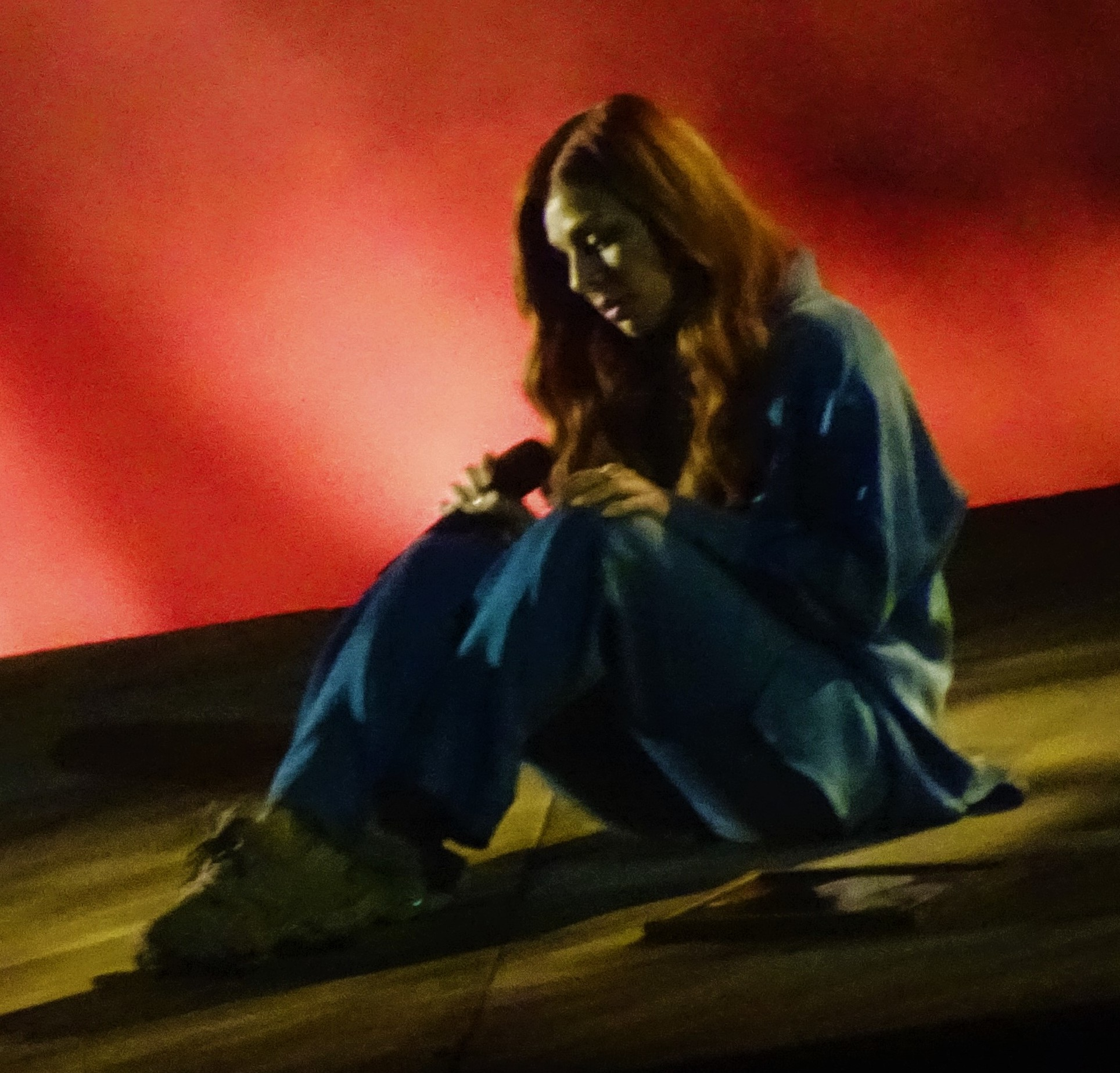
Victoria v Rotterdamu (2021)
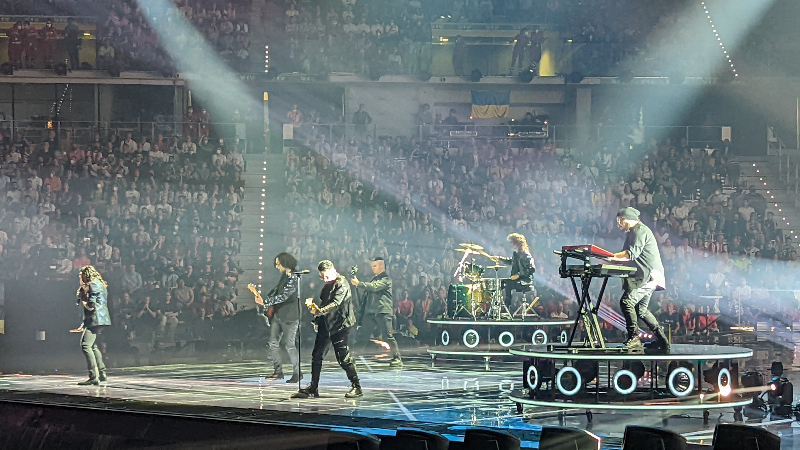
Intelligent Music Project v Turíně (2022)